# Arrondissement di Péronne
L'arrondissement di Péronne è una suddivisione amministrativa francese, situata nel dipartimento della Somme e nella regione dell'Alta Francia.

## Composizione
L'arrondissement di Péronne raggruppa 169 comuni in 8 cantoni:
- cantone di Albert
- cantone di Bray-sur-Somme
- cantone di Chaulnes
- cantone di Combles
- cantone di Ham
- cantone di Nesle
- cantone di Péronne
- cantone di Roisel